# Trochosodon ampulla
Trochosodon ampulla is een mosdiertjessoort uit de familie van de Conescharellinidae. De wetenschappelijke naam van de soort is, als Bipora ampulla, voor het eerst geldig gepubliceerd in 1909 door Maplestone.